# 库尔泰
库尔泰是法国科雷兹省的一个市镇，属于于塞勒区（Ussel）埃居朗德县（Eygurande）。该市镇总面积10.09平方公里，2009年时的人口为66人。

## 人口
库尔泰（Courteix）人口变化图示